# Xã Cane Hill, Quận Washington, Arkansas
Xã Cane Hill (tiếng Anh: Cane Hill Township) là một xã thuộc quận Washington, tiểu bang Arkansas, Hoa Kỳ. Năm 2010, dân số của xã này là 1.530 người.